# Ernst Fuchs (wielrenner)
Ernst Fuchs (Altenrhein, 27 december 1936 – 15 september 1994) was een Zwitsers wielrenner. 

## Belangrijkste overwinningen
1960
- Zwitsers kampioen op de weg, Amateurs

1961
- GP Brissago
- Zwitsers kampioen op de weg, Elite